# Romario Benzar
Romario Sandu Benzar (ur. 26 marca 1992 w Timișoarze) – rumuński piłkarz grający na pozycji prawego obrońcy lub pomocnika. Od 2020 jest zawodnikiem klubu Viitorul Konstanca, do którego jest wypożyczony z US Lecce.

## Kariera piłkarska
Swoją karierę piłkarską Benzar rozpoczął w klubie Viitorul Konstanca. W 2010 roku stał się członkiem pierwszego zespołu i w sezonie 2009/2010 zadebiutował w nim w trzeciej lidze rumuńskiej. Na koniec tamtego sezonu awansował z Viitorulem do drugiej ligi, a w sezonie 2011/2012 wywalczył z nim awans do pierwszej ligi. W pierwszej lidze Rumunii zadebiutował 23 lipca 2012 w zremisowanym 2:2 domowym meczu z FC Brașov. W sezonie 2016/2017 wywalczył z Viitorulem pierwszy w historii klubu tytuł mistrza Rumunii.
Latem 2017 Benzar odszedł za kwotę 1,2 miliona euro do FCSB. Swój debiut w niej zaliczył 12 sierpnia 2017 w zremisowanym 1:1 domowym meczu z Astrą Giurgiu. W sezonach 2017/2018 i 2018/2019 wywalczył z FCSB dwa wicemistrzostwa Rumunii.
Latem 2019 Benzar przeszedł za 2 miliony euro do US Lecce. Swój debiut w Serie A zanotował 26 sierpnia 2019 w przegranym 0:4 wyjazdowym meczu z Interem Mediolan. W trakcie sezonu został wypożyczony do grającej w Serie B, Perugii, w której zadebiutował 27 stycznia 2020 w wygranym 1:0 domowym meczu z AS Livorno Calcio.
Latem 2020 Benzar został wypożyczony do Viitorulu Konstanca.
| Sezon   | Klub               | Kraj    | Rozgrywki | Mecze | Gole |
| ------- | ------------------ | ------- | --------- | ----- | ---- |
| 2009/10 | Viitorul Konstanca | Rumunia | Liga III  | 8     | 0    |
| 2010/11 | Viitorul Konstanca | Rumunia | Liga II   | 23    | 0    |
| 2011/12 | Viitorul Konstanca | Rumunia | Liga II   | 19    | 1    |
| 2012/13 | Viitorul Konstanca | Rumunia | Liga I    | 24    | 3    |
| 2013/14 | Viitorul Konstanca | Rumunia | Liga I    | 28    | 0    |
| 2014/15 | Viitorul Konstanca | Rumunia | Liga I    | 29    | 2    |
| 2015/16 | Viitorul Konstanca | Rumunia | Liga I    | 31    | 2    |
| 2016/17 | Viitorul Konstanca | Rumunia | Liga I    | 34    | 1    |
| 2017/18 | Viitorul Konstanca | Rumunia | Liga I    | 3     | 0    |
| 2017/18 | FCSB               | Rumunia | Liga I    | 19    | 1    |
| 2018/19 | FCSB               | Rumunia | Liga I    | 30    | 0    |
| 2019/20 | US Lecce           | Włochy  | Serie A   | 3     | 0    |
| 2019/20 | AC Perugia Calcio  | Włochy  | Serie B   | 4     | 0    |

## Kariera reprezentacyjna
Benzar w swojej karierze grał w młodzieżowych reprezentacjach Rumunii na różnych szczeblach wiekowych. W 2011 roku wystąpił z reprezentacją Rumunii na Mistrzostwach Europy U-19. W reprezentacji Rumunii zadebiutował 4 września 2016 roku w zremisowanym 1:1 meczu eliminacji do MŚ 2016 z Czarnogórą, rozegranym w mieście Kluż-Napoka.